# Casa do Parlamento da Austrália
O Novo Parlamento da Austrália.
O Parlamento da Austrália ou a Casa do Parlamento da Austrália (Parliament House) é um edifício público que abriga as duas casas do Poder Legislativo australiano em Camberra (Canberra). A primeira sede foi instalada em Melbourne. Depois — com a construção da nova capital — teve sede no Velho Parlamento que foi desativado em 1988, quando a nova sede foi inaugurada pela Chefe de Estado da Austrália, a Rainha Isabel II

## Parlamento de Melbourne

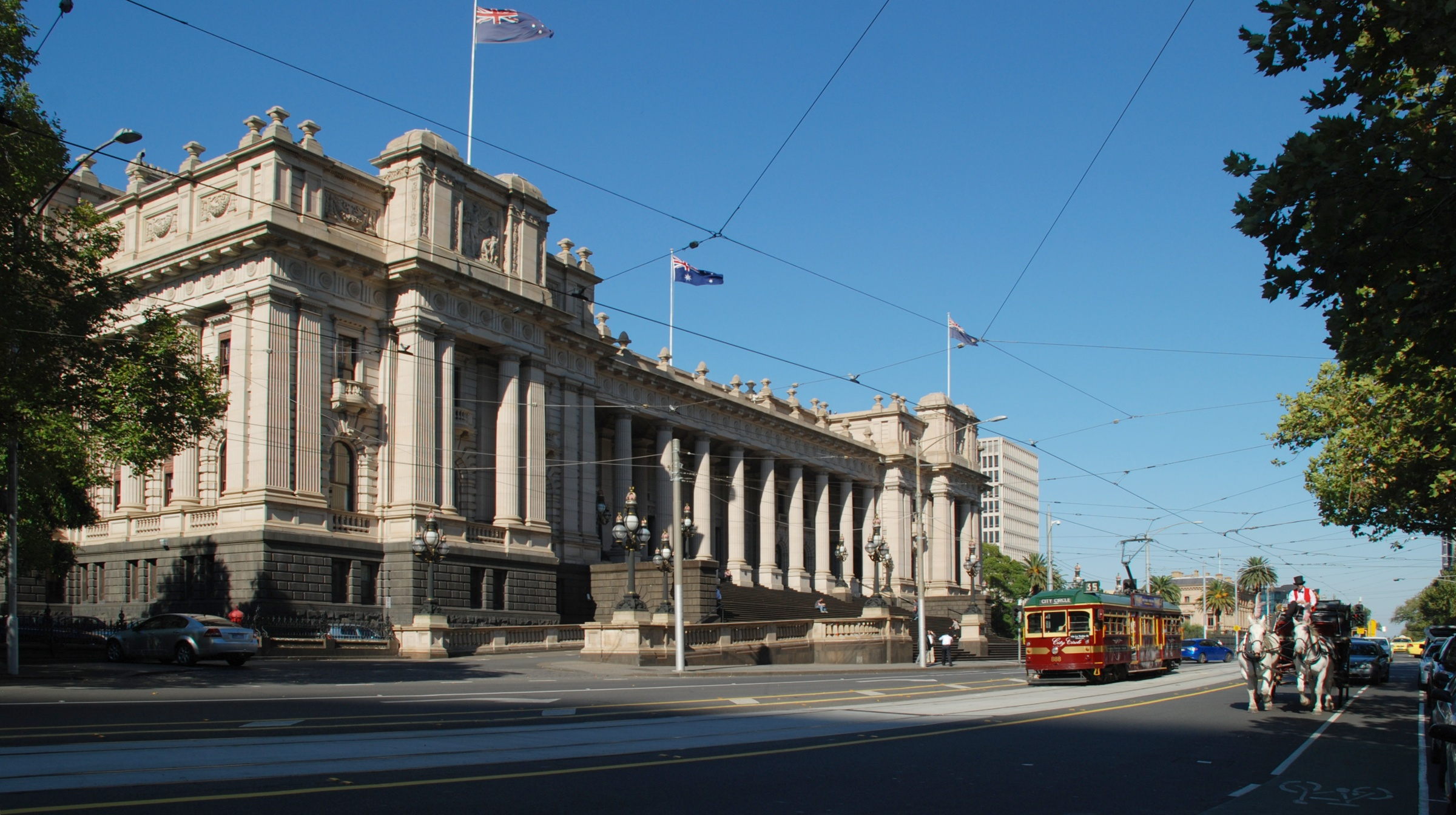
Parlamento de Melbourne

Em 1901 quando as seis colônias britânicas se uniram para formar a Comunidade de Austrália, Melbourne e Sydney eram as maiores e mais importantes cidades. Mas a longa rivalidade entre as duas impossibilitaria que algum se tornasse a nova capital. Por este motivo a Seção 125 da Constituição da Austrália definiu que:
A sede do Governo da Comunidade deve ser determinado pelo Parlamento, e deve ser em território cedido ou adquirido pela Comunidade, e deve pertencer à Comunidade, e deve ser no estado de Nova Gales do Sul, e ser distante menos que uma centena de milhas de Sydney.
Tal território deve conter uma área de não menos que uma centena de milhas quadradas, tal porção deve consistir de terras da Coroa sem devido pagamento. O Parlamento deve ser presidido em Melbourne até que se encontre a nova sede.
Em 1909 após muitas discussões, o Parlamento decidiu que a nova capital deveria ser no local onde hoje é Canberra, no sudoeste de Nova Gales do Sul. A Comunidade da Austrália tomou controle das terras em 1911, mas na I Guerra Mundial (1914-1918) acabou intervindo mandando tropas. As construções foram então suspensas.
Nesse meio tempo o Parlamento teve sessões num edifício do século XIX que fora construído na época da corrida do ouro em Victória, sendo um dos melhores prédios públicos do Império Britânico.
O Parlamento ficou em Melbourne até 1927.

## Velho Parlamento
Acabada a I Guerra, o Comitê de Advertência da Capital Federal foi estabelecido para preparar Camberra para ser sede do governo, incluindo a construção do Parlamento (Parliament House). O comitê decidiu que seria melhor construir uma sede "provisória", para ser utilizada por 50 anos, até que a sede permanente pudesse ser construída. O arquiteto, John Smith Murdoch, então, projetou uma construção clássica, utilizando formas geométricas simples. Apesar de a construção ter sido alvo de críticas pela sua forma simples que não se comparava às construções legislativos de outros lugares do mundo, a sua funcionalidade e beleza agradaram a nação.

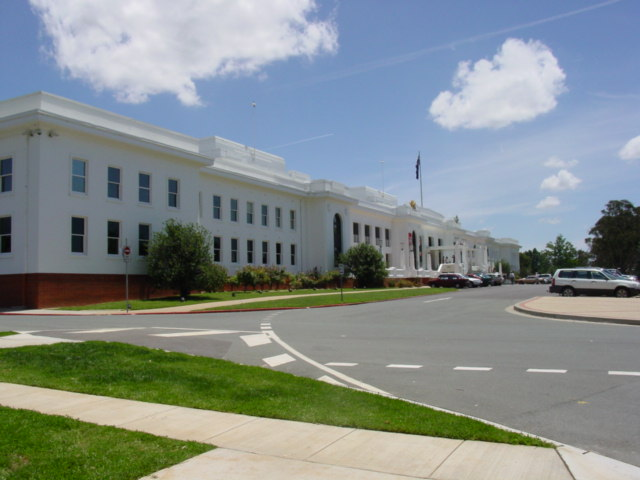
Velho Parlamento

A construção começou em agosto de 1923 e o prédio já estava pronto em maio de 1927. O interior segue a mesma linha simples com formas geométricas e superfícies planas. Seu custo foi de £ 600 000. A inauguração oficial se deu em 9 de maio com a presença do então Duque de York (futuro Rei Jorge VI) acompanhado pelo Primeiro-ministro australiano Stanley Bruce. Parlamentares e servidores públicos não gostaram de trocar a agitada Melbourne dos anos 1920 pela remota, fria e poeirenta Canberra.
A sede provisória acomodou o Parlamento por 61 anos, e Canberra cresceu ao seu redor. Contrariando o fato de ter sido construído para futuras ampliações, na década de 1960, o prédio já estava muito cheio, a imprensa em particular reclamava das instalações. Um prédio que deveria abrigar 300 pessoas, já chegava a ter 4 000. Os governos sucessivamente alegavam o alto custo para se construir um novo, e bem maior parlamento como maior impedimento. Havia também um debate fervoroso quanto ao local onde a nova Casa deveria ser construída: ou no mesmo local sobre as ruínas do antigo; ou sobre a Colina Capital (Capital Hill); ou ao longo da margem do lago (como era intenção do urbanista Walter Burley Griffin).

## Novo Parlamento

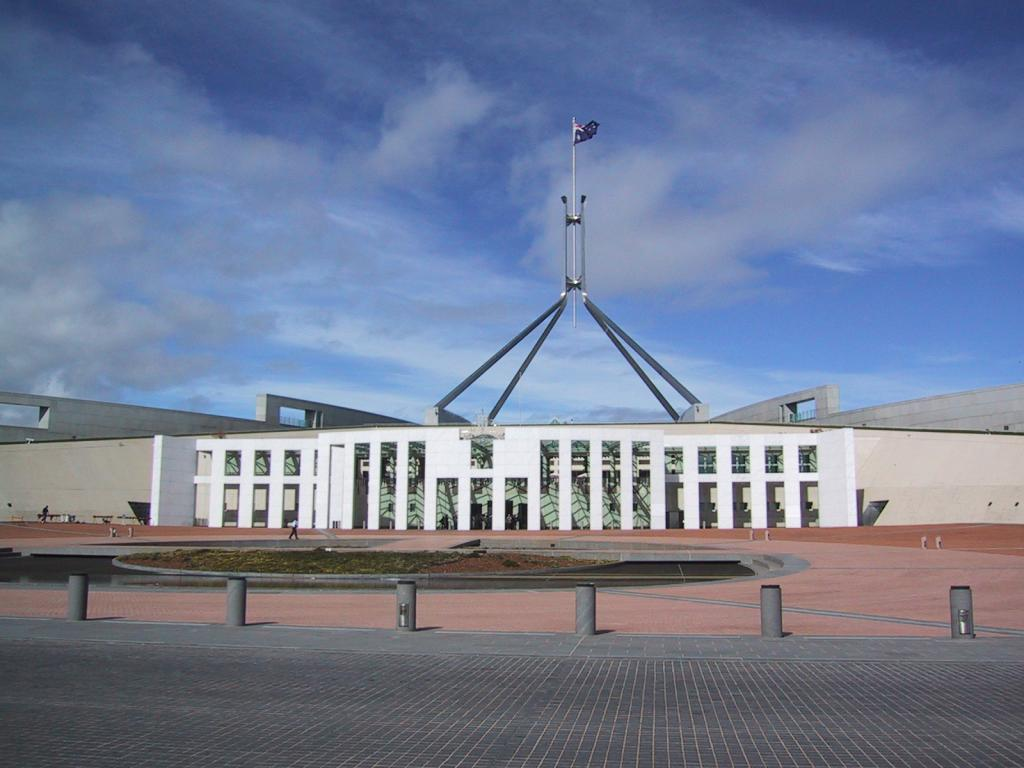
Novo Parlamento

O problema findou em 1978, quando o Governo Fraser decidiu levar adiante o projeto da nova sede na Colina Capital (Capital Hill), criando a Autoridade Construtora da Casa do Parlamento (Parliament House Construction Authority). Um concurso foi organizado. O projeto vencedor foi criado pelo arquiteto ítalo-americano (e agora cidadão australiano) Romaldo Giurgola, com um projeto que consistia em enterrar grande parte da construção na colina com sua parte mais alta sendo um grande mastro com a bandeira australiana. A fachada lembraria a do velho parlamento, apesar da diferença de escalas.
Com a construção iniciada em 1981, esperava-se que fosse sinalizada em 1988 no 200º aniversário da chegada dos europeus a um custo estimado de AU$ 220 milhões. Nenhuma das duas metas foram atingidas. O prédio foi inaugurado pela Rainha Isabel II em 9 de maio de 1988, aniversário da inauguração das outras duas casas anteriores (Melbourne em 1901, e o Velho Parlamento; em 1927). O prédio custou $ 1,1 bilhão, tornando-o o prédio mais caro da história da Austrália.
De cima, o design do sítio é em forma de dois bumerangues unidos por um círculo. A maior parte do prédio está abaixo da colina.

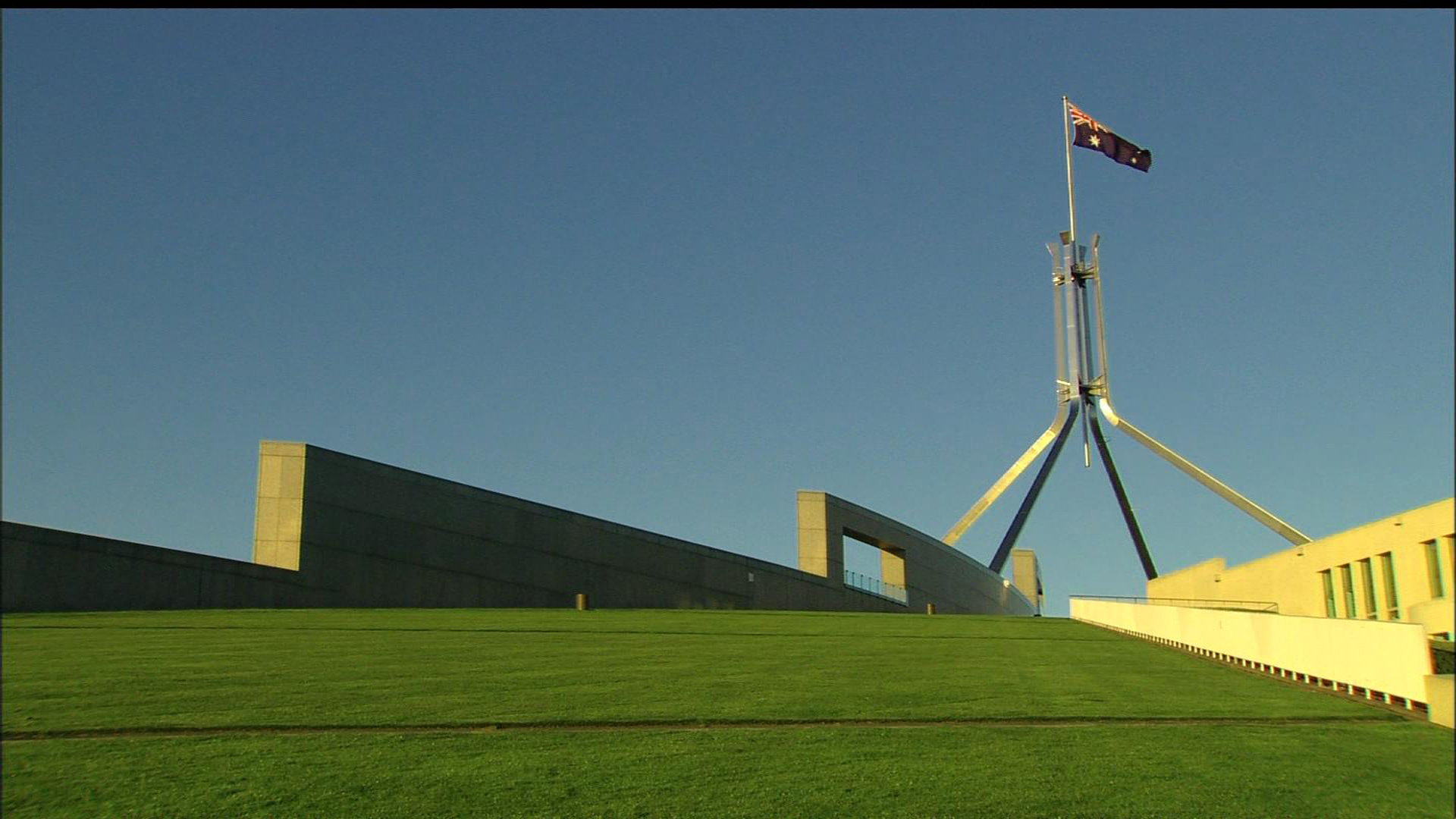
O mastro com a bandeira da Austrália

Há 25 000 cubos de granito nas paredes curvadas que, se postas em linha reta, alcançariam 46 km. O prédio tem 300 000 m² de concreto, suficiente para construir 25 Óperas de Sydney e com vida útil de 200 anos. A construção tem 4 700 salas, 2 416 relógios que são usados nas votações. Num dia sem sessões poderia haver entre 2 000 e 3 000 pessoas trabalhando em seu interior. 1 milhão de turistas o visitam por ano.
A bandeira está em um mastro de 81 m de altura e tem 12,8 m por 6,4. O mastro pesa 220 t e a bandeira, cerca de 15 kg. Apesar de a segurança ter sido reforçada como medida antiterrorismo, grande parte da construção fica aberta ao público.
O prédio foi projetado para "sentar-se" em cima do Velho Parlamento quando visto distante. A ideia inicial era a de demolir a antiga Casa para que não atrapalhasse a vista do Largo Burley Griffin do Novo Parlamento e do Memorial de Guerra Australiano. O prédio histórico foi conservado, e agora abriga um museu parlamentar.

## Galeria

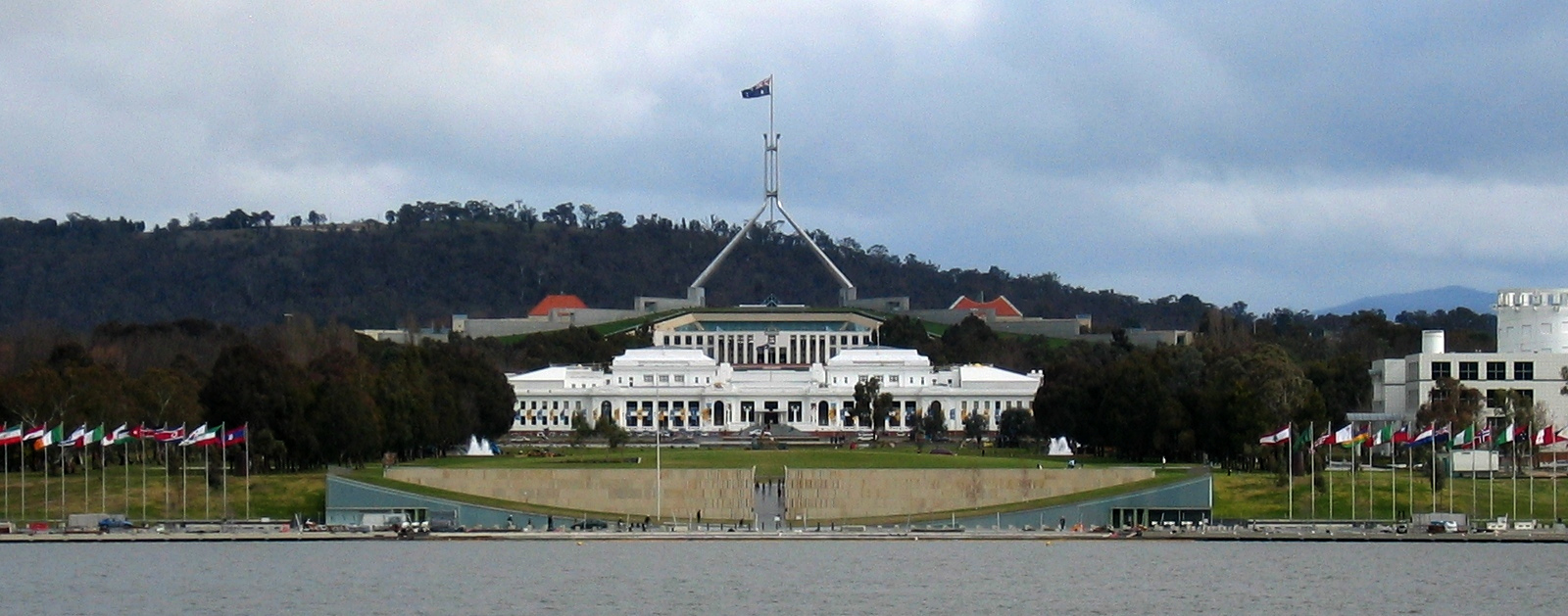
O Velho e o Novo Parlamento

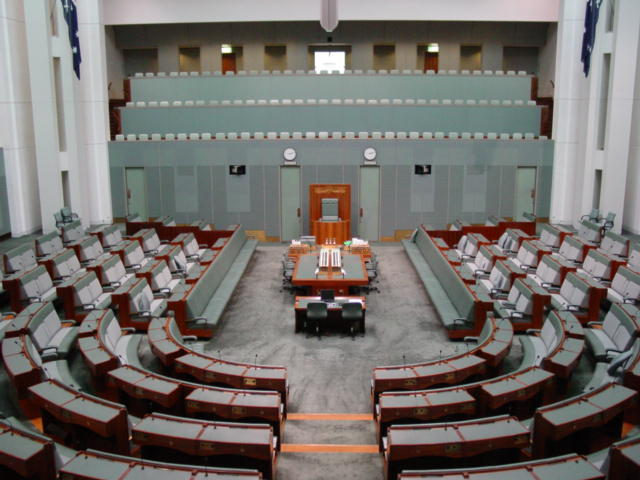
À esquerda fica a Casa dos Representantes
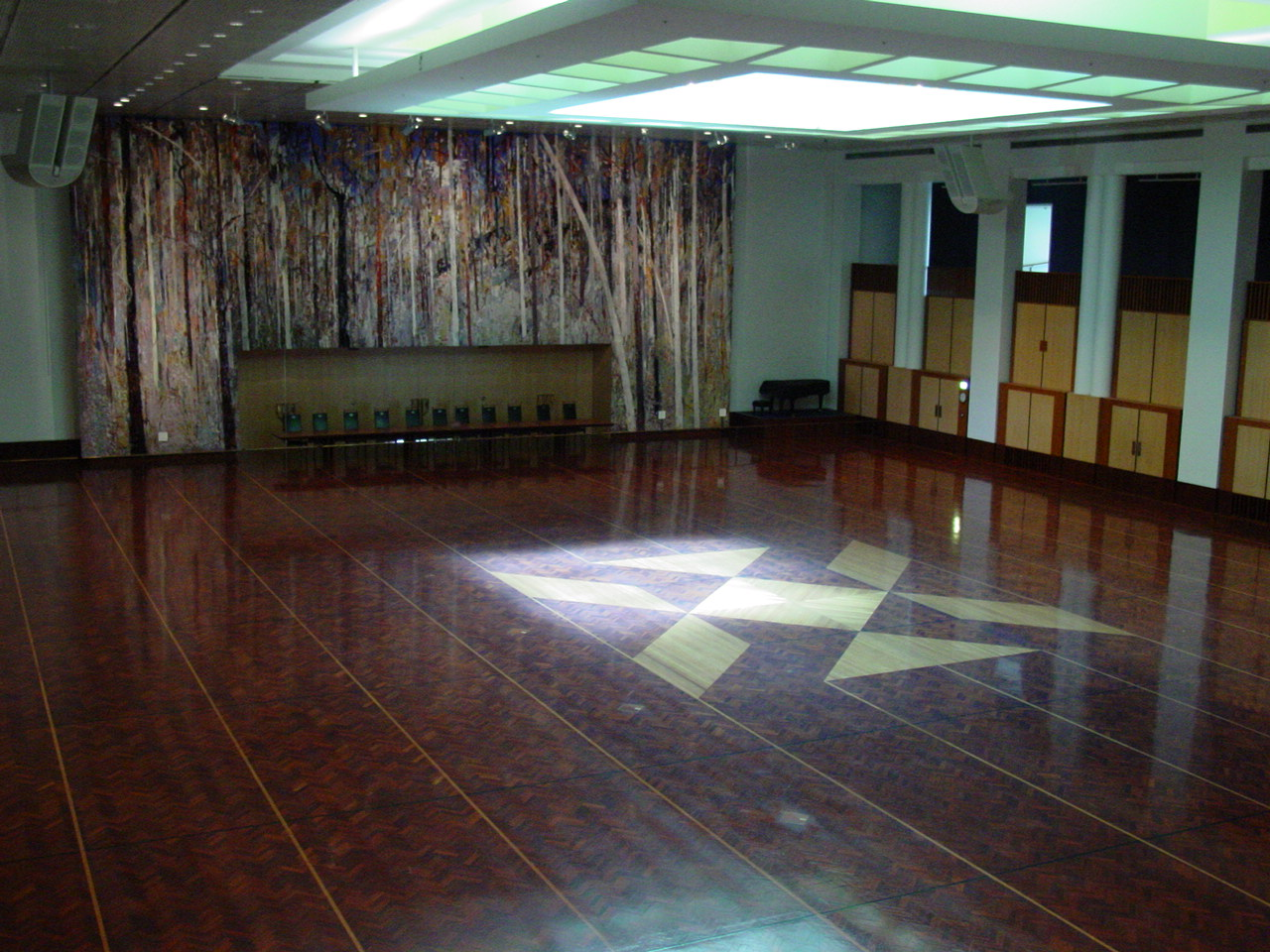
O Grande Salão fica na entrada do prédio e é utilizado para recepções
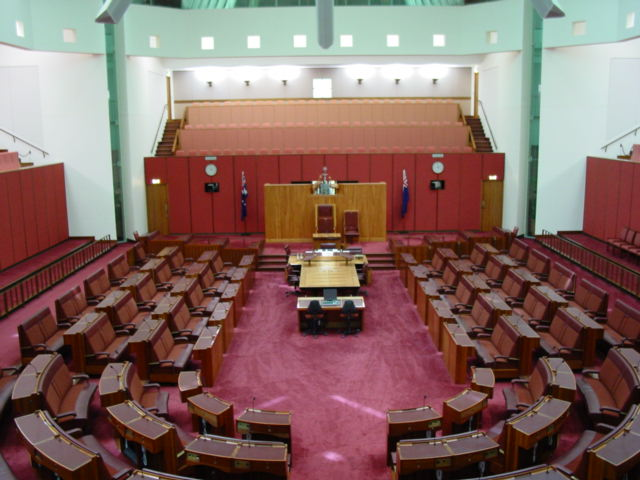
À direita fica o Senado